# Giovanni Domenico Nardo
Pour les articles homonymes, voir Nardo.
Giovanni Domenico (ou Giandomenico) Nardo est un médecin et un naturaliste italien, né le 4 mars 1802 à Chioggia, Venise et mort le 7 avril 1877 à Venise.

## Biographie
Auteur très prolifique, Giovanni Domenico Nardo s’intéresse principalement aux animaux marins et fait paraître, en 1876-1877, Bibliografia cronologica della fauna delle province venete....

## Sources
- Cesare Conci et Roberto Poggi (1996), Iconography of Italian Entomologists, with essential biographical data. Memorie della Società entomologica Italiana, 75 : 159-382.  (ISSN 0037-8747)